# Palazzo Ciaburro

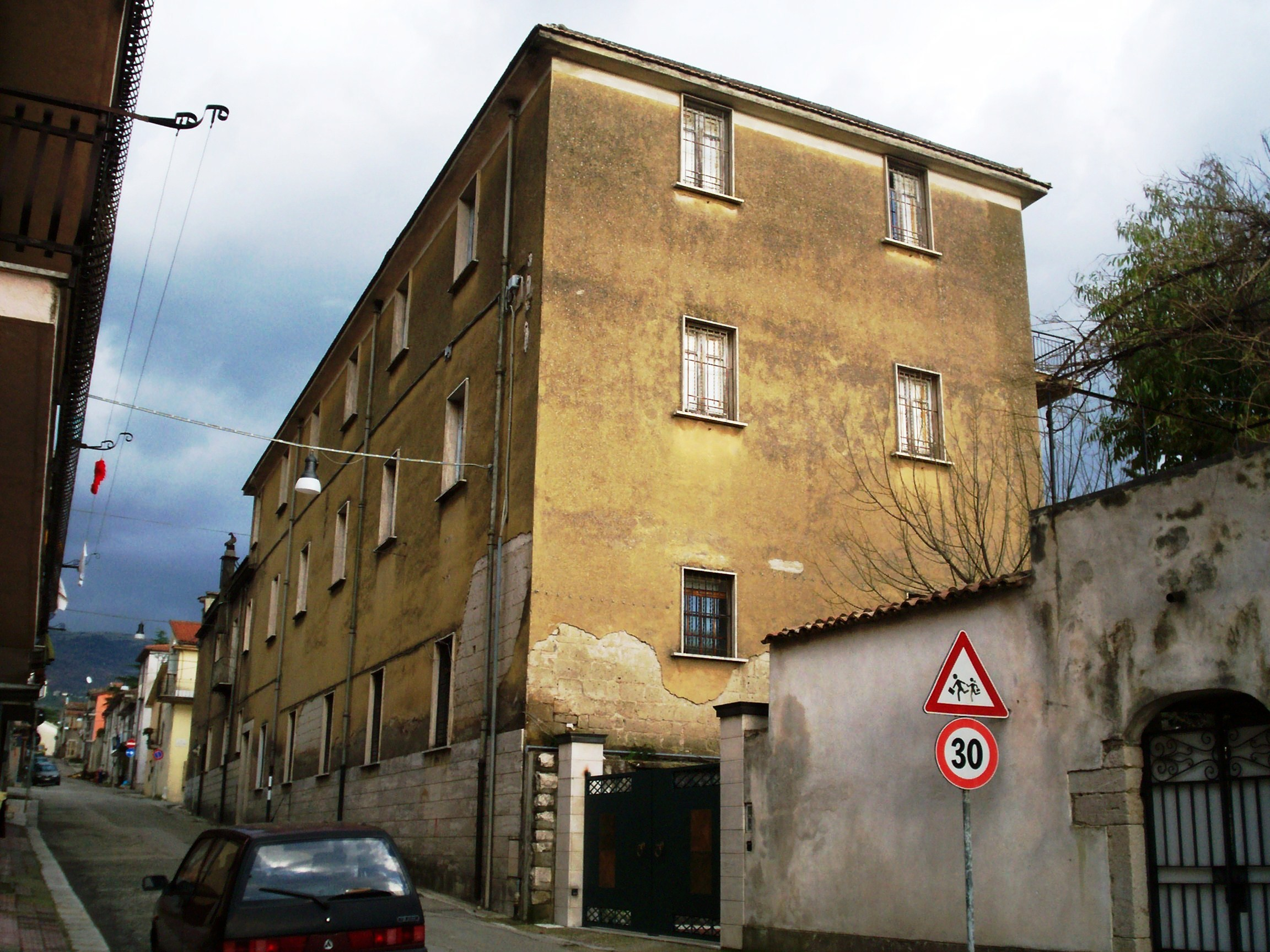
L'ampliamento del XX secolo su via Massarelli.

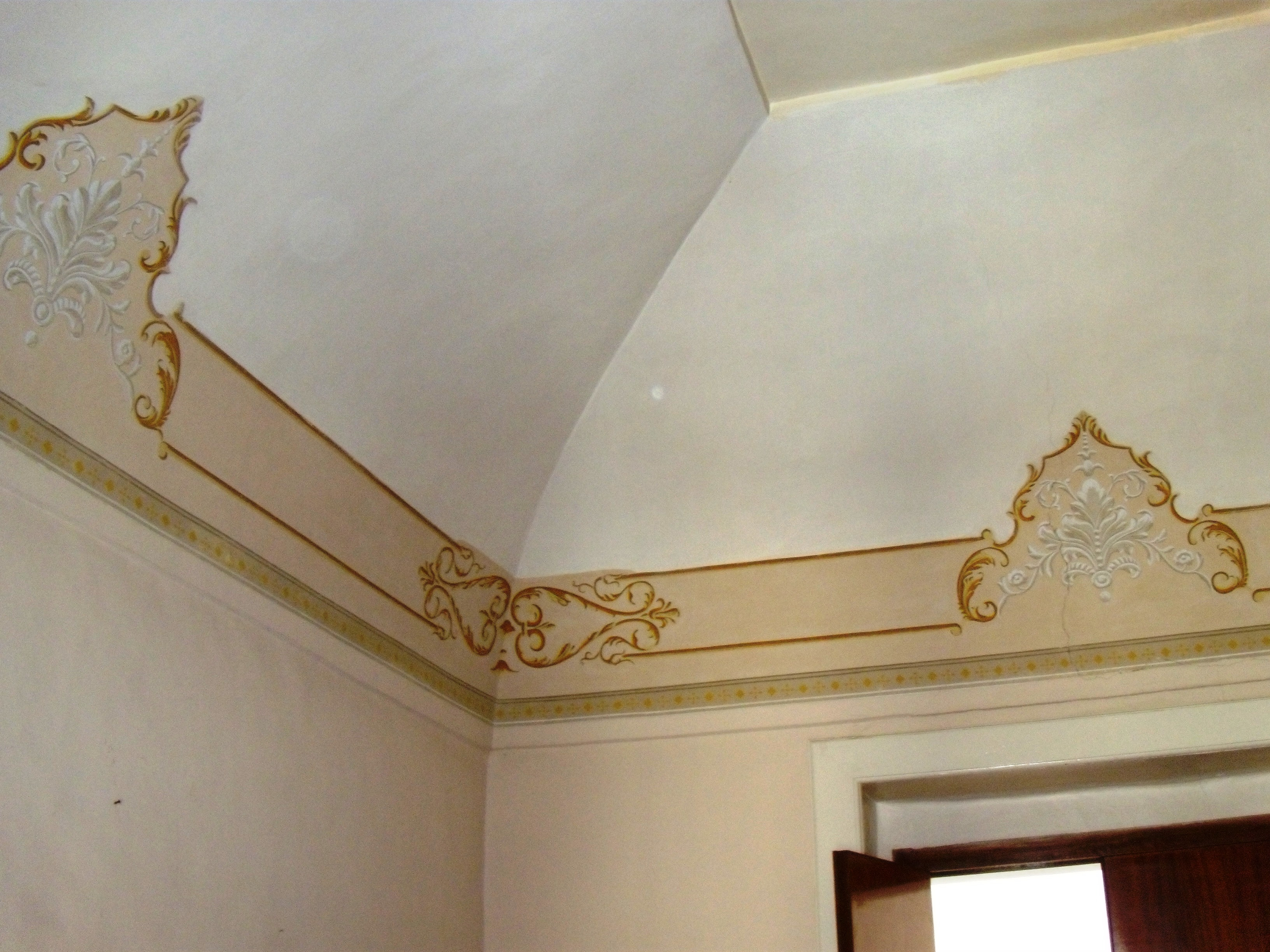
Una sala con decorazioni settecentesche.

Palazzo Ciaburro è un palazzo del comune di Cerreto Sannita, sede per alcuni decenni di un orfanotrofio maschile.

## Storia
Il palazzo nella nuova Cerreto, edificata a seguito del terremoto del 5 giugno 1688, venne costruito ad opera di Giovan Battista che ben presto vi accorpò una abitazione confinante.
Altri ampliamenti si ebbero nel 1720 e nel 1744 mentre nel 1780 la casa palaziata venne arricchita di un frantoio interno.
Vi abitò anche Martino, autore dei disegni degli altari in marmo policromo della Collegiata di San Martino, poi eseguiti dai fratelli Pagano nel 1736.
Il palazzo fu protagonista di un tentativo di reazione il 27 settembre 1860 quando alcuni contrabbandieri, incoraggiati dalla voce che delle truppe regie marciavano da Amorosi verso San Salvatore Telesino, assaltarono la locale stazione della guardia nazionale armandosi dei fucili e delle armi ivi presenti. Successivamente gli insorti costrinsero la banda musicale a seguirli sino alla piazza antistante la Cattedrale. Indotti dal vescovo Luigi Sodo a disperdersi, si ritrovarono davanti a questo palazzo, all'epoca di proprietà di Giacinto Ciabburri, che venne assaltato e saccheggiato poco dopo la fuga, tramite il giardino, della famiglia. Il vescovo Sodo venne però accusato di essere stato l'ideatore della rivolta, e a seguito dell'emissione di un mandato di cattura, fuggì a Napoli il 7 novembre. Tornò in paese il 15 giugno 1861 ma dovette scappare di nuovo perché sospettato di favoreggiamento verso i briganti.
L'ultimo esponente del casato dei Ciaburro, il sacerdote Arturo (1876-1950) vi istituì un orfanotrofio maschile gestito dalle Suore degli Angeli. Dopo la morte del sacerdote l'orfanotrofio e l'asilo continuarono a funzionare sino agli anni '80. 
Nel 2004 l'edificio è stato oggetto di un contestato acquisto da parte del comune di Cerreto Sannita. L'amministrazione comunale ha comprato l'immobile contraendo un mutuo di 700.000,00 euro al fine della partecipazione ad un progetto di riqualificazione, il "Contratto di quartiere II". Vista però la mancata adesione al progetto, nel 2008 una parte del complesso è stata messa in vendita anche se le due aste sono andate deserte. Un'altra porzione del fabbricato, ristrutturata, è stata adibita a sede degli uffici dell'Ambito sociale B3.

## Descrizione
La facciata su via Biondi conserva in gran parte il suo originario aspetto settecentesco con balconcini a ringhiere bombate, incorniciati da stucchi. Fra i due balconi sovrastanti il portale in pietra modanato è uno stucco con l'arma dei Ciaburro. 
L'interno ha subito diverse trasformazioni anche se il doppio androne ed il cortile interno lasciano intuire l'importanza che un tempo rivestiva questa famiglia cerretese. Una scalinata a destra conduce agli appartamenti del piano nobile dei quali resta il grande Salone a pianta quadrata e la Cappellina. 
La prospettiva laterale e quella verso il giardino sono state rovinate da un ampliamento avvenuto nel XX secolo e che ha avuto ad oggetto la costruzione dell'ala dei dormitori, oggi in stato fatiscente.